# 2008年北京オリンピックのオーストリア選手団
2008年北京オリンピックのオーストリア選手団（2008ねんペキンオリンピックのオーストリアせんしゅだん）は、2008年8月8日から8月24日にかけて中国の北京を主として開催された2008年北京オリンピックのオーストリア選手団、およびその競技結果。

## 概要
今大会は銀メダル1個、銅メダル2個、合計3個のメダルを獲得した。

## メダル
| メダル | 選手名                                 | 競技   | 種目           |
| ------ | -------------------------------------- | ------ | -------------- |
| 銀     | ルートウィヒ・パイシャー               | 柔道   | 男子60kg級     |
| 銅     | ミルナ・ジュキッチ                     | 競泳   | 女子100m平泳ぎ |
| 銅     | フィオレッタ・オブリンガー＝ペータース | カヌー | 女子K1人乗り   |